# Rualena shlomitae
Rualena shlomitae là một loài nhện trong họ Agelenidae.
Loài này thuộc chi Rualena. Rualena shlomitae được miêu tả năm 2009 bởi García-Villafuerte.